# Chāleh Zard
Chāleh Zard (persiska: چاله زرد) är en ort i Iran.   Den ligger i provinsen Khorasan, i den nordöstra delen av landet, 900 km öster om huvudstaden Teheran. Chāleh Zard ligger 452 meter över havet och antalet invånare är 981.
Terrängen runt Chāleh Zard är huvudsakligen platt, men söderut är den kuperad. Runt Chāleh Zard är det glesbefolkat, med 20 invånare per kvadratkilometer. Chāleh Zard är det största samhället i trakten. Omgivningarna runt Chāleh Zard är i huvudsak ett öppet busklandskap.